# Agalychnis moreletii
Espèce
Synonymes
- Hyla moreletii Duméril, 1853
- Hyla holochlora Salvin, 1860

Statut de conservation UICN

 LC  : Préoccupation mineure
Statut CITES
Agalychnis moreletii est une espèce d'amphibiens de la famille des Phyllomedusidae.

## Répartition
Cette espèce se rencontre entre 200 et 2 130 m d'altitude : 
- au Mexique, dans les États de Veracruz, de Puebla, d'Oaxaca et du Chiapas ;
- au Belize ;
- au Guatemala ;
- au Honduras ;
- au Salvador.

## Description

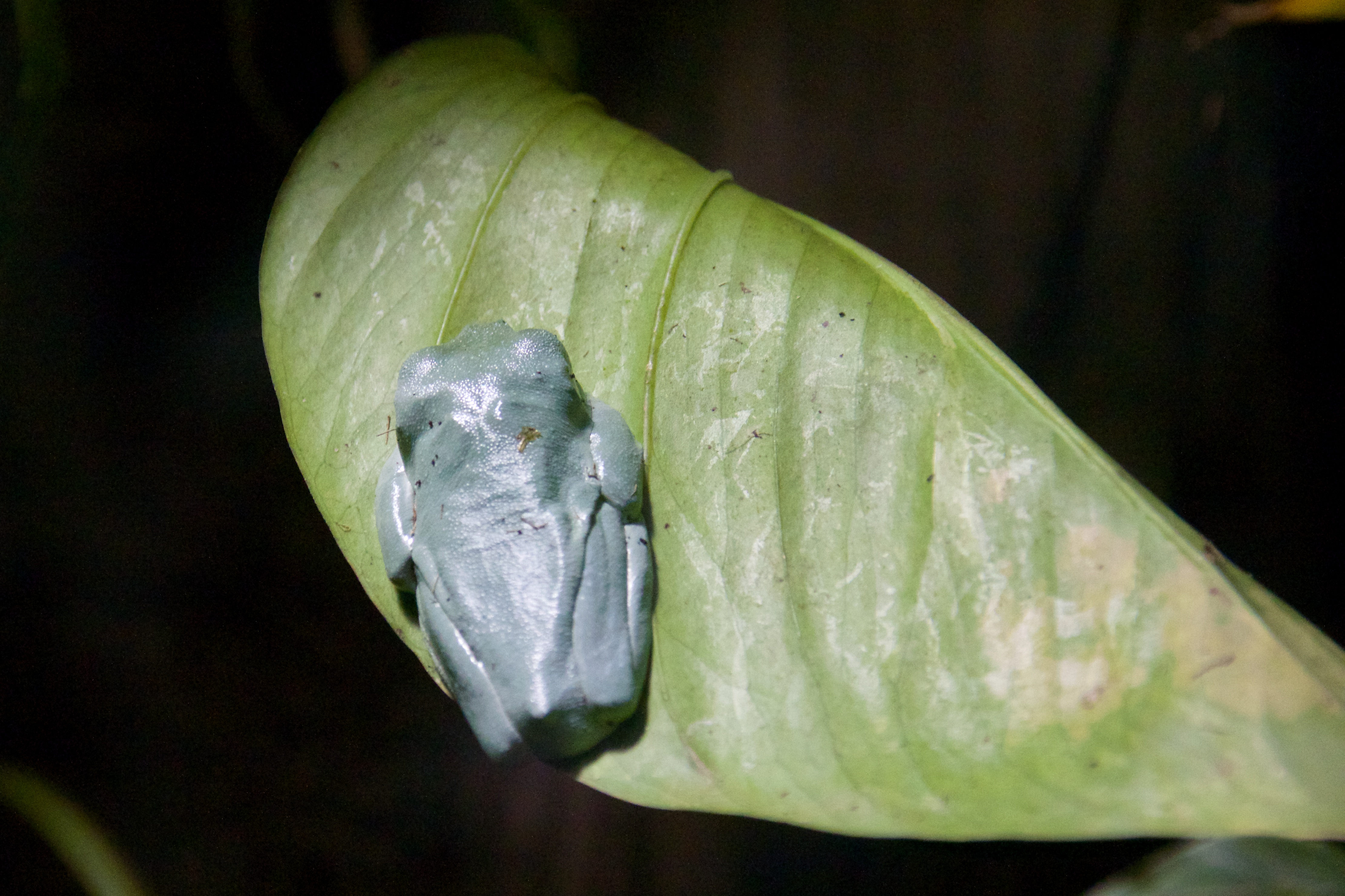
Agalychnis moreletii

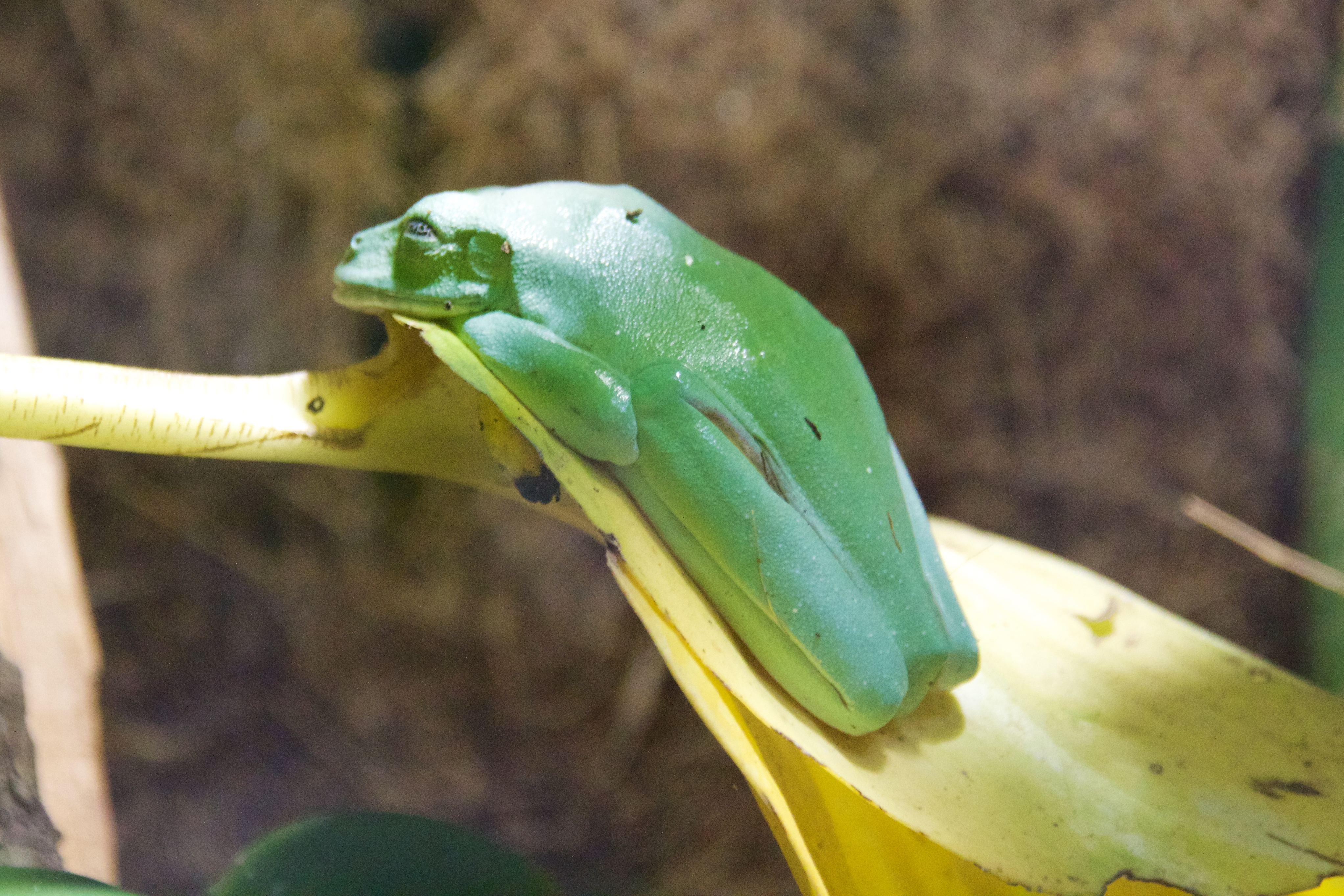
Agalychnis moreletii

L'holotype de Agalychnis moreletii, une femelle, mesure 58,6 mm. Les mâles adultes mesurent entre 60,5 et 64 mm. Cette espèce a la face dorsale pouvant aller du vert clair au vert foncé. Ses flancs sont orange. Sa face ventrale est blanche ou jaune clair. Son iris est rouge foncé ou violet foncé. Les mâles ont une paire de sacs vocaux.

## Étymologie
Cette espèce est nommée en l'honneur de Pierre Marie Arthur Morelet.

## Publication originale
- Duméril, 1853 : Mémoire sur les Batraciens anoures de la famille des Hylaeformes ou Rainettes, comprenant la description d'un genre nouveau et de onze espèces nouvelles. Annales des Sciences Naturelles, sér. 3, vol. 19, p. 135-179 (texte intégral).